# Кротовське сільське поселення
Крото́вське сільське поселення (рос. Кротовское сельское поселение) — муніципальне утворення у складі Аромашевського району Тюменської області, Росія.
Адміністративний центр — село Кротово.

## Населення
Населення — 520 осіб (2020; 555 у 2018, 717 у 2010, 989 у 2002).

## Склад
До складу поселення входять такі населені пункти:
| Населений пункт        | Населення, осіб (2002) | Населення, осіб (2010) |
| ---------------------- | ---------------------- | ---------------------- |
| Вилкова, присілок      | 167                    | 138                    |
| Кротово, село          | 696                    | 479                    |
| Усть-Лотовка, присілок | 126                    | 100                    |